# Grand YOHO

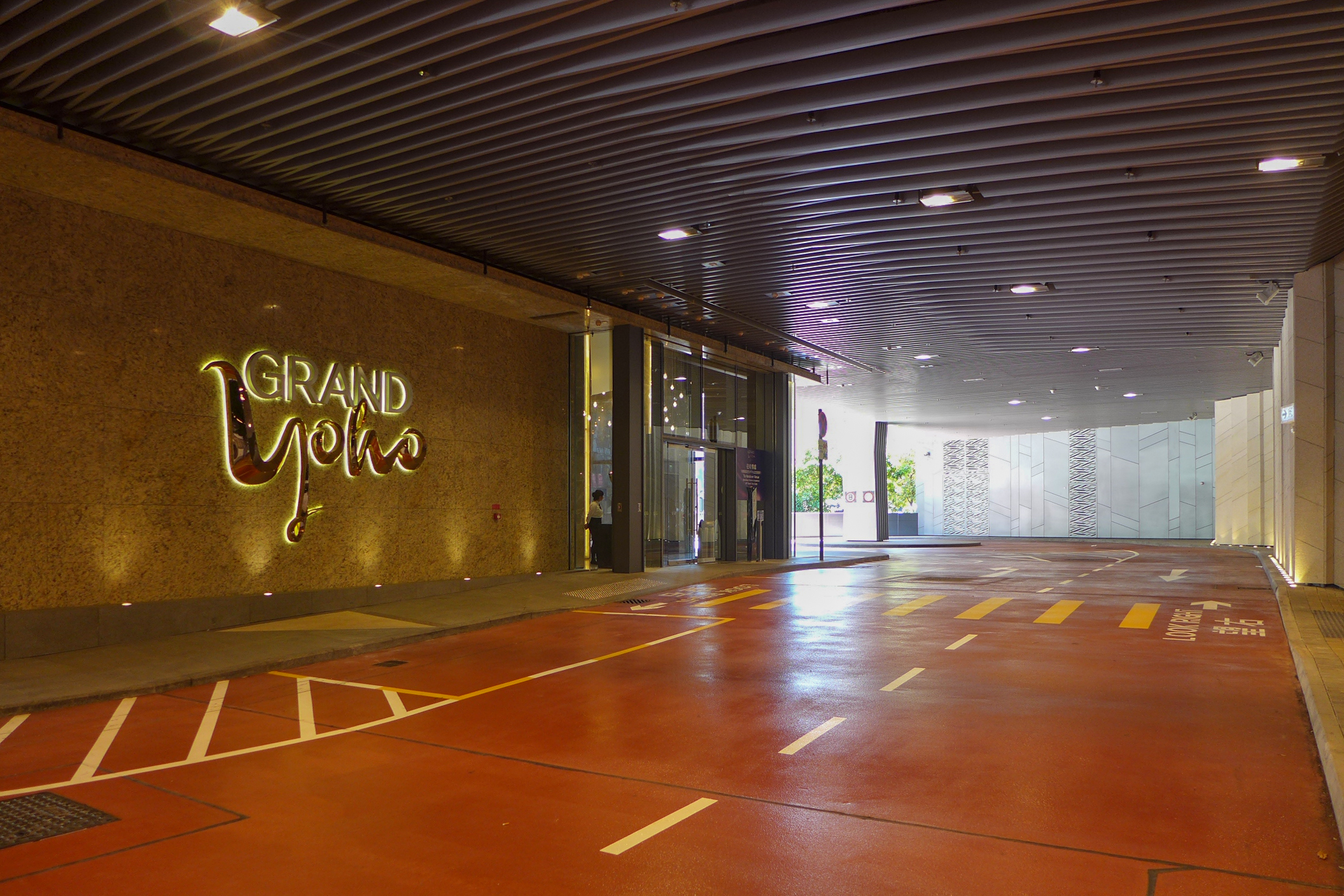
西翼大堂地下-上落客區

Grand YOHO位於香港新界元朗朗日路9號，是新鴻基地產發展的私人住宅，為大型綜合項目「YOHO series」的第三期。連接港鐵屯馬綫元朗站，輕鐵綫元朗總站和巴士總站。屋苑共有9座住宅，備有系列中最大面積的私人會所，基座YOHO MALL 形點為北部都會區最大旗艦商場。
住宅樓面約180萬方呎，項目在2010年4月起動工，2016年8月以預售樓花形式首次開售。
本物業由AGC Design設計 ，由發展商旗下的啟勝管理服務負責管理，管理費約$4每實用平方呎。

## 歷史
1985年，政府平整雞地一帶用地，計劃在現今 Grand YOHO 的位置興建一個可容納 7,000 人口的私人參建居屋屋苑。然而，1998年元朗鐵路站動工興建，政府決定更改計劃，出售有高發展潛力的土地。鄰近地段逐步被新鴻基地產收購，參考沙田新城市廣場，發展為大型綜合社區。
根據資料顯示，該地段於 2010 年 3 月完成 71 億元補地價，每平方呎樓面補地價約 2,900 元。隨後，屋苑開始動工，並於 2016 至 2017 年間落成首兩期樓宇。
而第3期（6及7座）因為於2013年打樁工程時，引致鄰近一座鐵路承托架出現15至18毫米沉降而停工，需要等待港鐵公司提升和加固工程完成後再動工。
2022 年 3 月 30 日，第三期樁柱工程獲准恢復進行。政府表示，經港鐵為沉降橋躉灌漿及加固後，有關橋躉的沉降幅度已減少至 12 至 13 毫米。地盤註冊建築專業人士提出復工要求，提交打樁工程修訂圖則，並建議緩解措施，確保工程復工不會對橋躉及鐵路結構安全造成影響。屋宇署亦施加額外條件，要求加強地盤監督等。政府在考慮屋宇署、港鐵及機電署意見後，批准恢復動工。

## 間隔用料

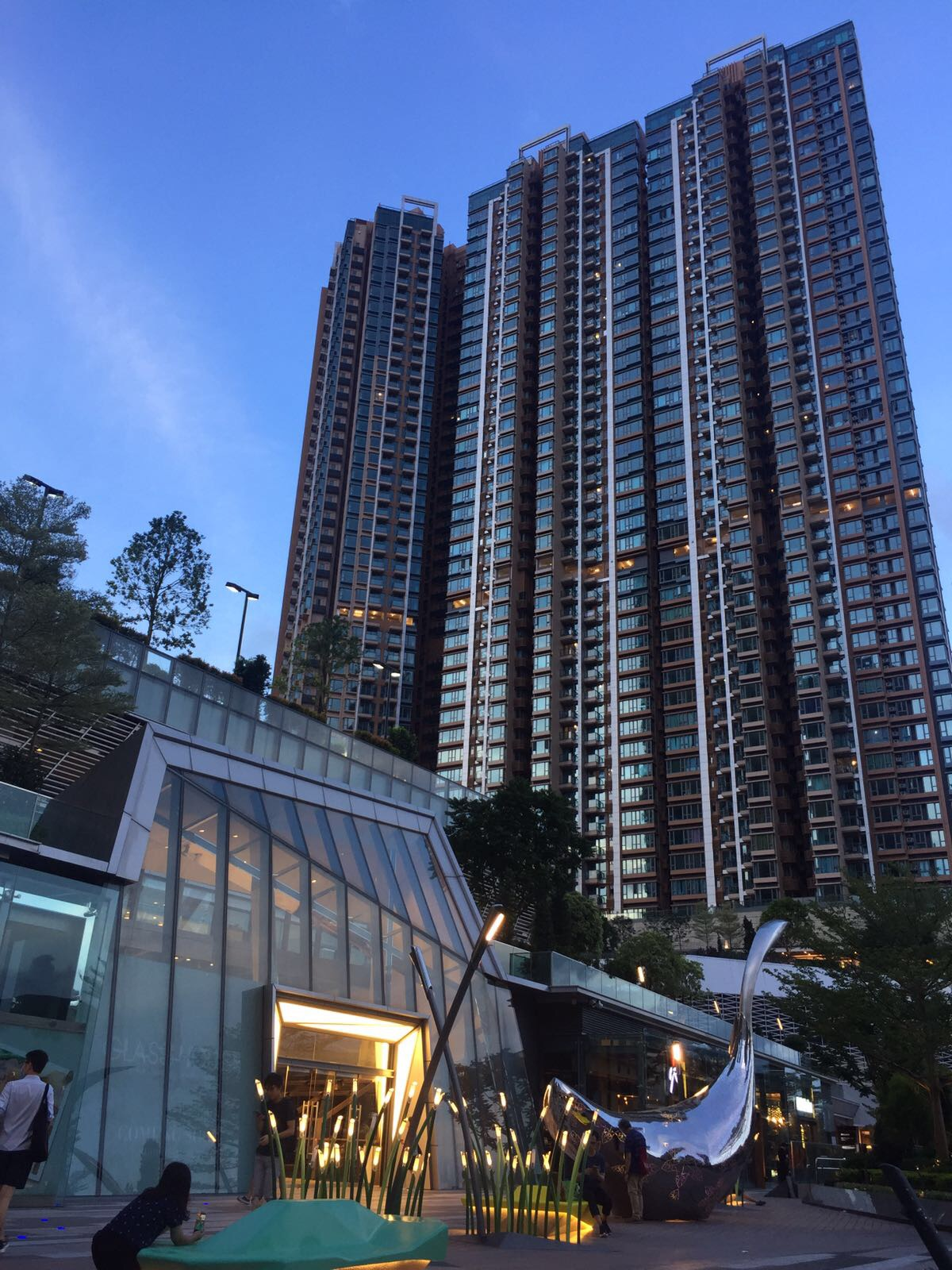
Grand YOHO8、9、10座

Grand YOHO主要提供二至四房單位，所有單位均設有獨立廚房，廳房同向，間隔實用。大多數戶數還設有對流露台，通風優良。單位樓高約9.5呎至11呎，使住戶能夠享受到高採光度和壯麗的景觀。從窗戶可以飽覽米埔、南生圍、大帽山和錦田區的綠意盎然的山巒、河流和公園綠地。
新地表示非常重視YOHO發展，這是集團歷來最耗時的大型綜合屋苑發展項目，跨越了十多年的時間和心血。該項目所使用的建材和材料是集團中最高級別的。例如，所有單位的窗戶採用IGU雙層中空玻璃，以提高隔音和隔熱效果。此外，露台門還採用了新型的「提升式趟門」，比舊式設計更易於推拉和固定。 
第一期4座住宅（第1、2、9及10座）項目涉及約1,128伙單位。1，2座主打2房戶和細3房戶，可快速來回港鐵站和巴士站。9，10座以3房套為主，向東單位景觀開陽，可飽覽米埔，南生圍，錦田。遠處更能一覽香港最高峰大帽山的各峰峰頂，雞公嶺的大羅天峰頂等180度絕佳開陽景觀。
第二期住宅（3、5及8座）以3-4房大單位為主。8座亦特設1房單位。

## 園林會所

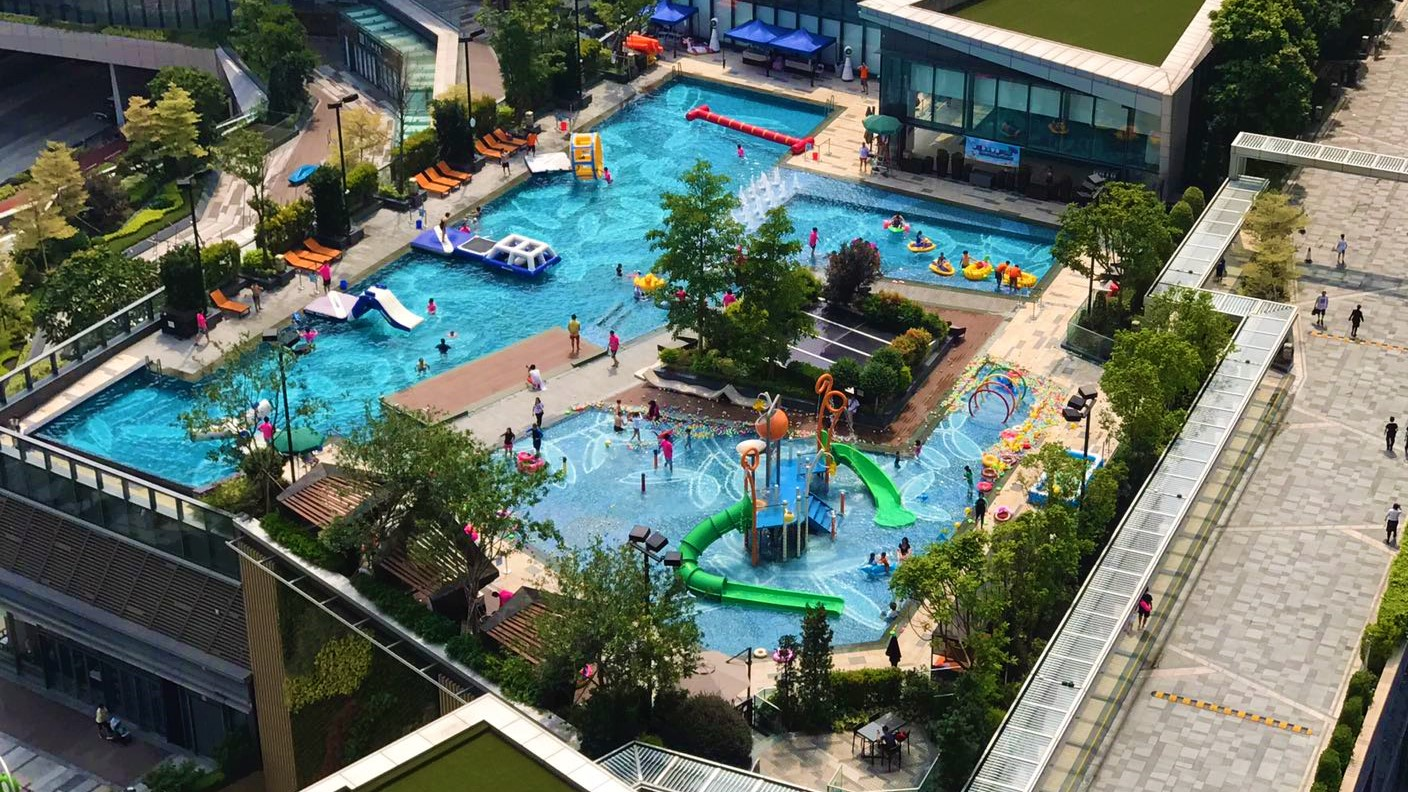
室外泳池

會所Grand YOHO Club佔地逾13萬平方呎，連園林面積逾21萬平方呎，是元朗市及西鐵沿線最大屋苑會所。康文署在2018年［最佳園林大獎］中頒發Grand YOHO為全港屋苑第一名，表揚其傑出園景設計。
水上設施包括：戶外水上樂園、50米戶外泳池、30米室內恆溫泳池、親子嬉水池、按摩池。
運動設施包括：成人健身室、室內多用途運動場（標準籃球場，排球，羽毛球）、瑜伽室、網球場、三項鐵人訓練室、桌球室、乒乓球室、足球賽事直播室、小型足球區、兒童健身室。
休閑設施包括：主題派對活動廳、餐廳，公園，燒烤場、宴會禮堂、閱讀室、音樂室、廚藝室、休閒農莊、K房、兒童玩樂室、多用途室。 

## 基座商場

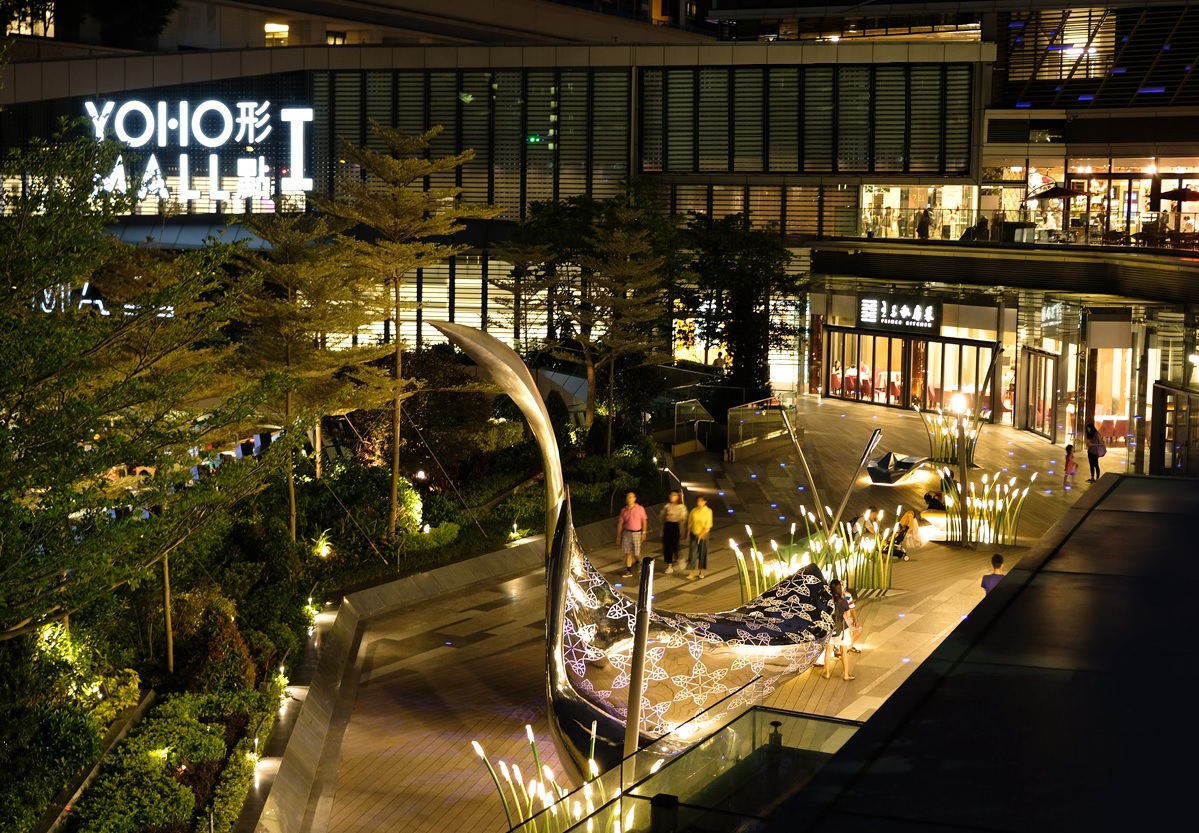
白鷺花園

住客可乘專屬電梯直達基座YOHO Mall。商場總面積高達120萬平方呎，是北部都會區最大旗艦商場。設有全港最大的IMAX電影院、一田超市，戶外餐飲區和綠化花園，為住客提供城市與自然融合之處。 
商場已預留擴建空間，待Grand YOHO三期發展時再進行後續建設。

## 公共空間及設施

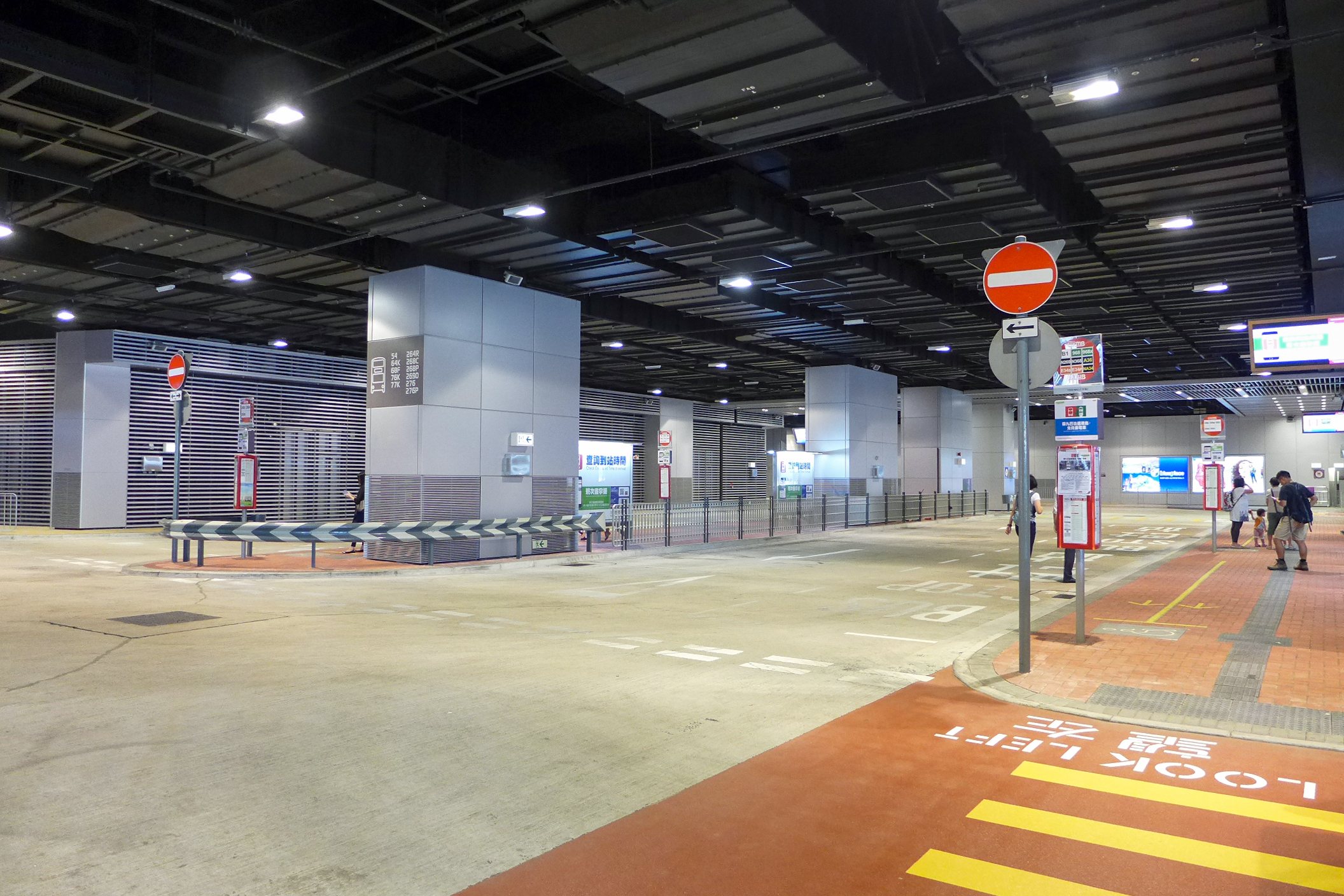
公共交通交匯處

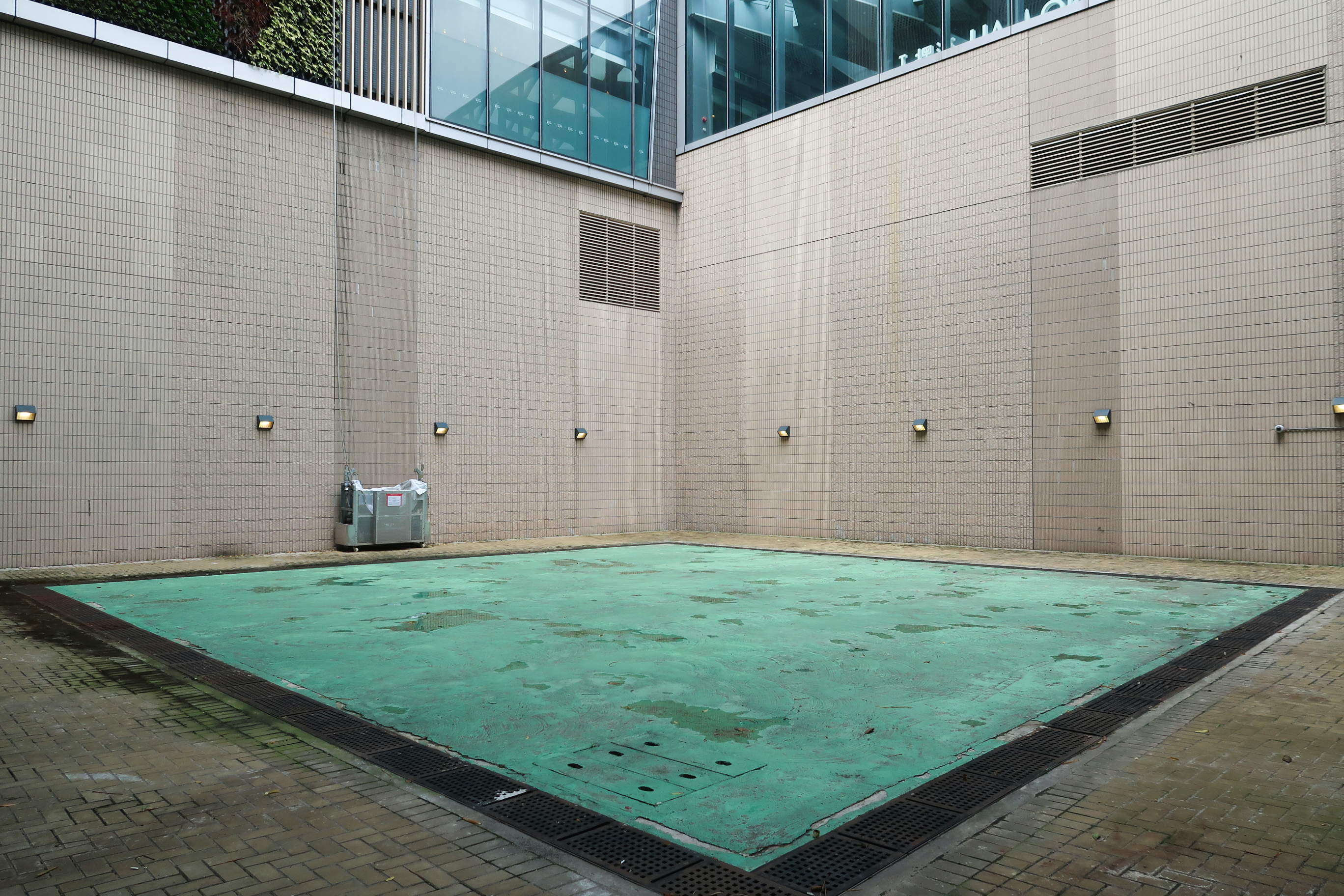
項目地面的「釘子戶」

Grand YOHO地下設公共交通總匯，24小時通道連接港鐡屯馬綫元朗站，輕鐵元朗總站和巴士總站。
政府在賣地時要求商場基座設置元朗市東社區會堂及提供 68 個宿位的高端安老院舍「松齡雅苑」。
此外，項目地面有一小型空地，是收地時堅持不肯出售土地的「釘子戶」（批地條款中稱為「被困地段」）。

## 銷售情況
2016年8月，Grand YOHO 公布價單，吸引了約17000張入票，超額54倍，創下1997年後最多入票記錄，並成為香港歷史上入票人數第三多的屋苑。展銷廳首天運作便錄得逾萬人排隊參觀，令環球貿易廣場人潮擁擠。
首批單位售罄後，發展商多次大幅起價。有上下層同柱單位在3週內價格上漲11-20%，升幅高達183萬。
Grand Yoho 的普通戶和特色戶呎價均破了新界西和新界北記錄。特色戶以$4076萬賣出，呎價$24437，大幅刷新了屯門站上蓋瓏門的紀錄，成為新界西北區呎價最高單位。兩週後，另一天台戶又以呎價$25751成交，刷新自身記錄。而普通戶呎價也達$19750。
第2期項目於2017年1月開售，新地表示惜售，只推售少量低層細單位。其後，新地一直不肯開售其餘約550伙單位。直至2018年6月，政府研究開徵住宅物業空置稅，發展商才以招標形式出售單位，意向呎價$20000。成交紀錄冊顯示普通戶呎價$22000，最高呎價$28,836，再刷新新界標準戶紀錄，亦創新界一房單位紀錄。

## 交通
Grand Yoho 屋苑設有居民專用升降機大堂，直達基座交通總匯。

基座交通總匯設有：
- 巴士站
- 的士站

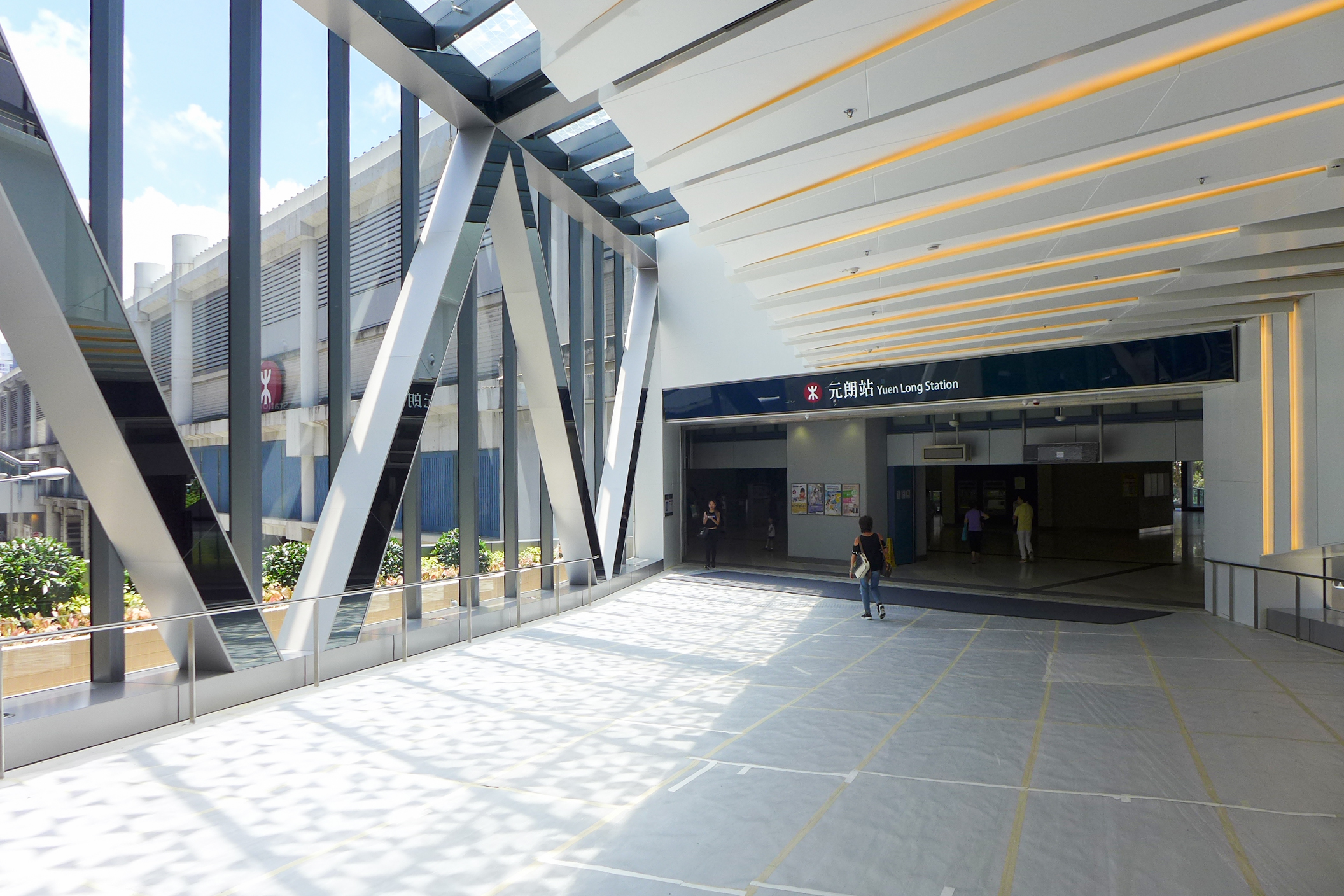
元朗站通道

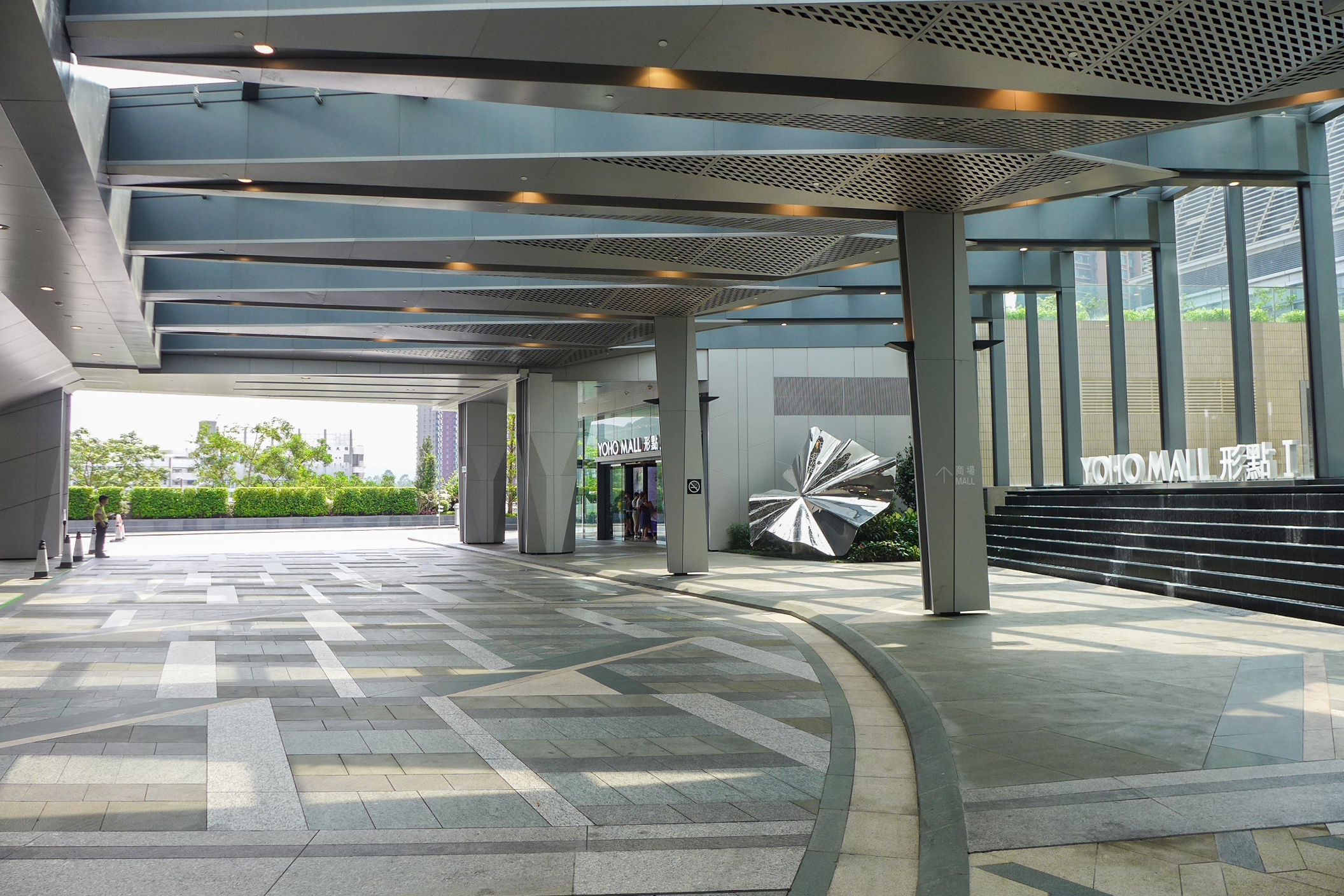
東翼上落客區

- 過境巴士：往返深圳灣口岸、前海、高鐵福田站及深圳寶安國際機場。

商場一樓設候車區域，可代購機票、高鐵車票，提供行李儲物櫃、手機充電站及座位供乘客使用。

## 景觀

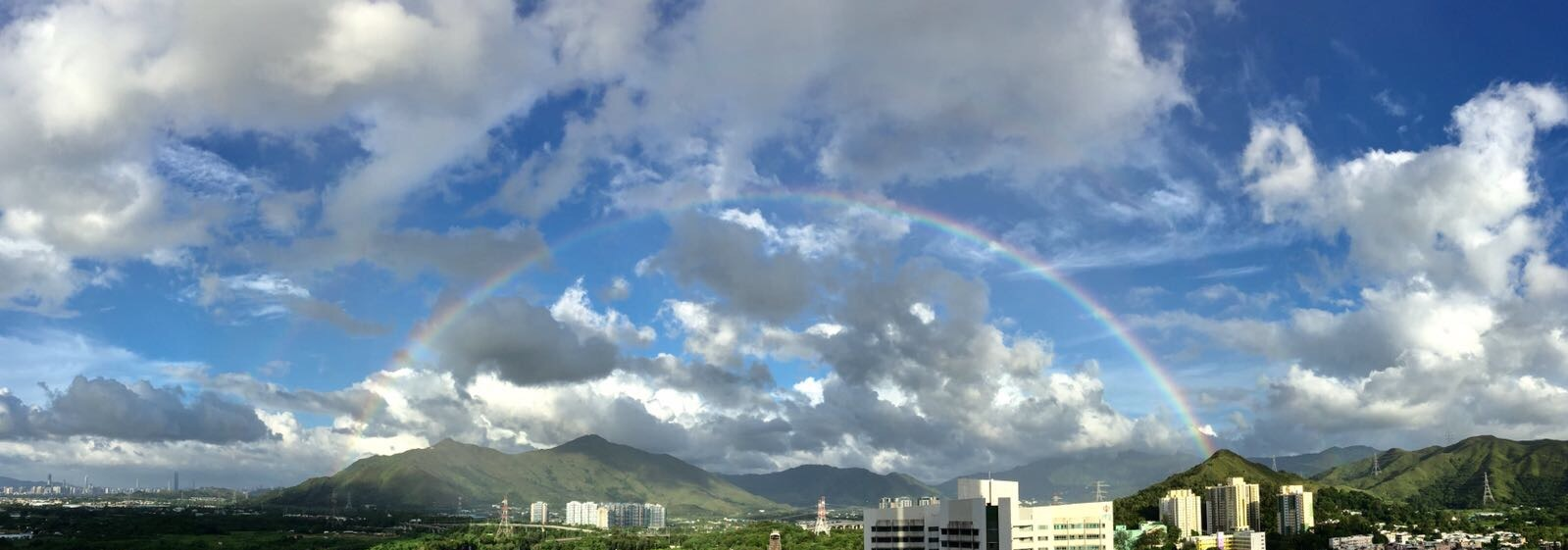
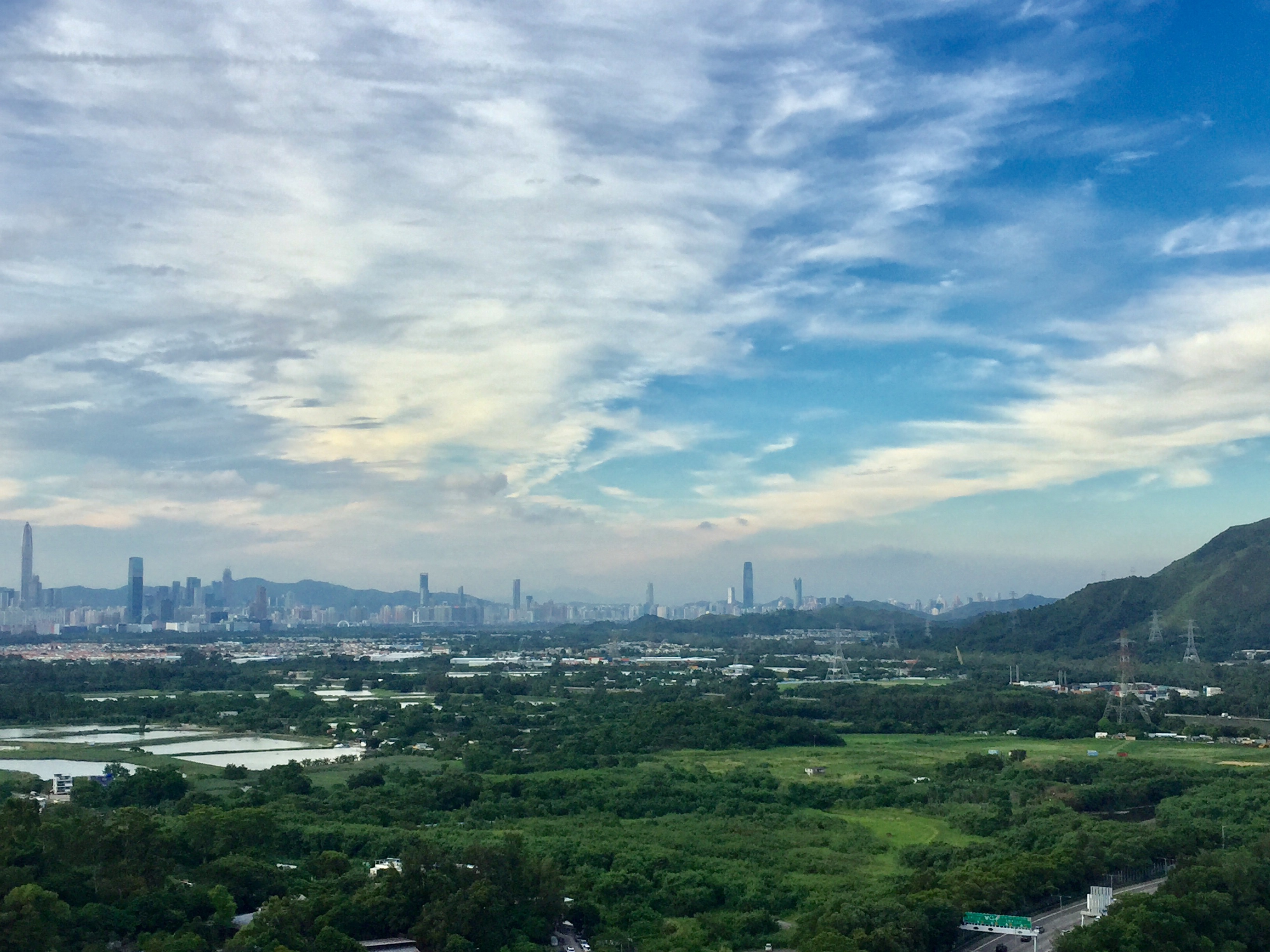
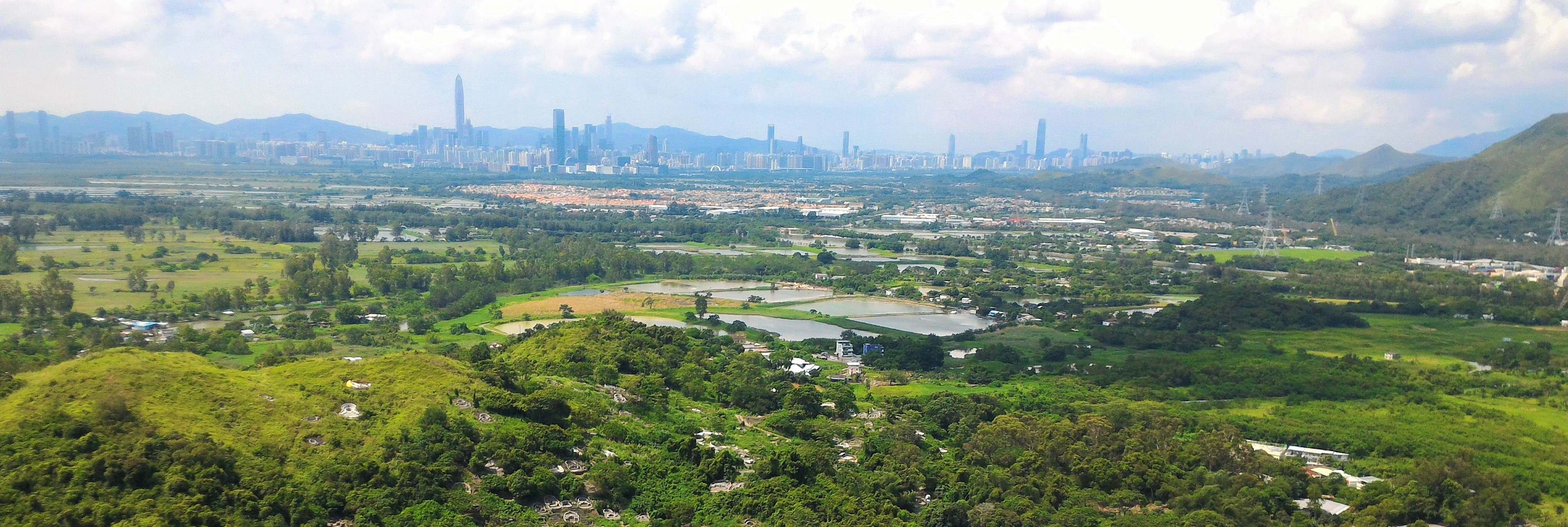
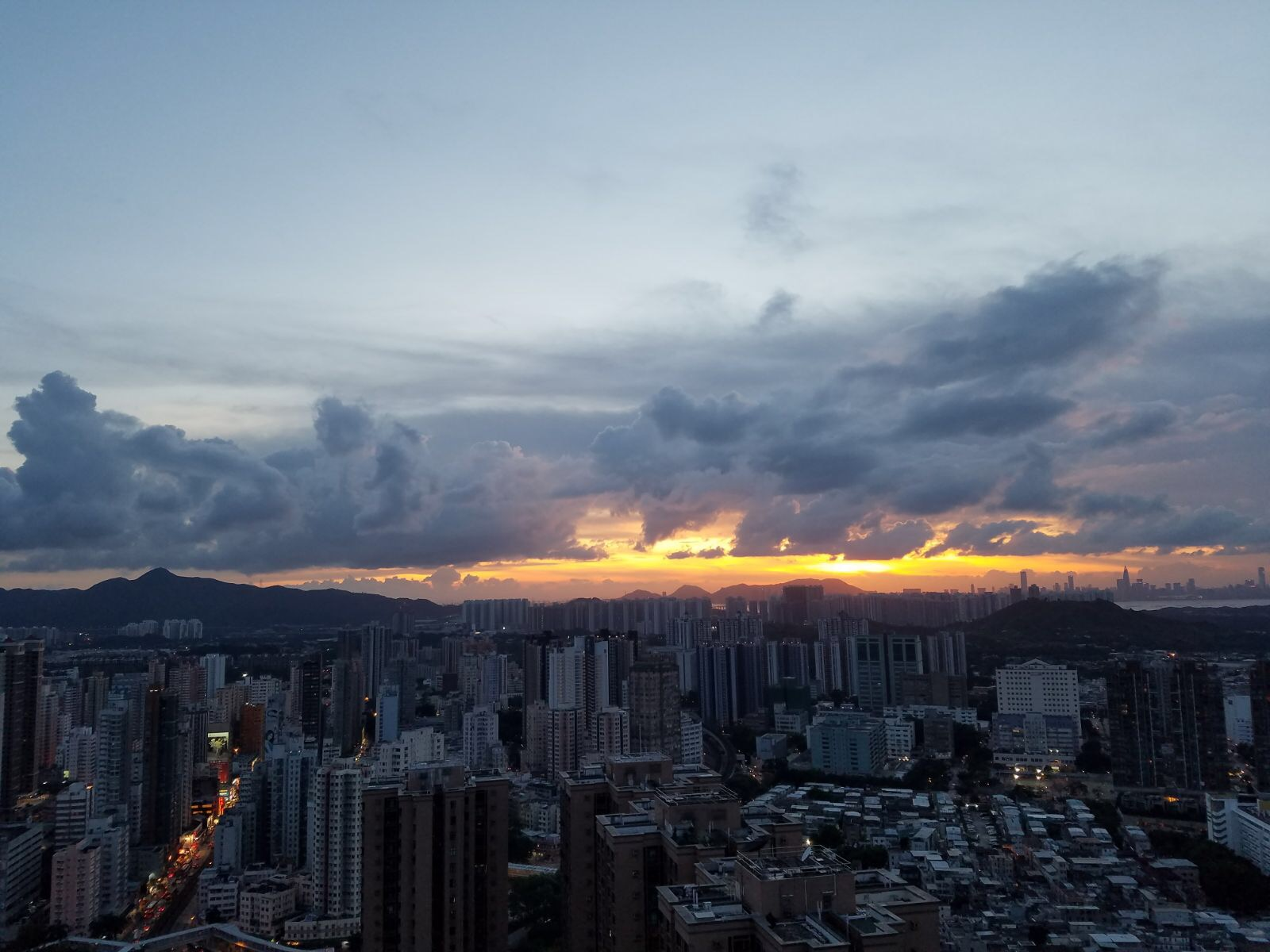
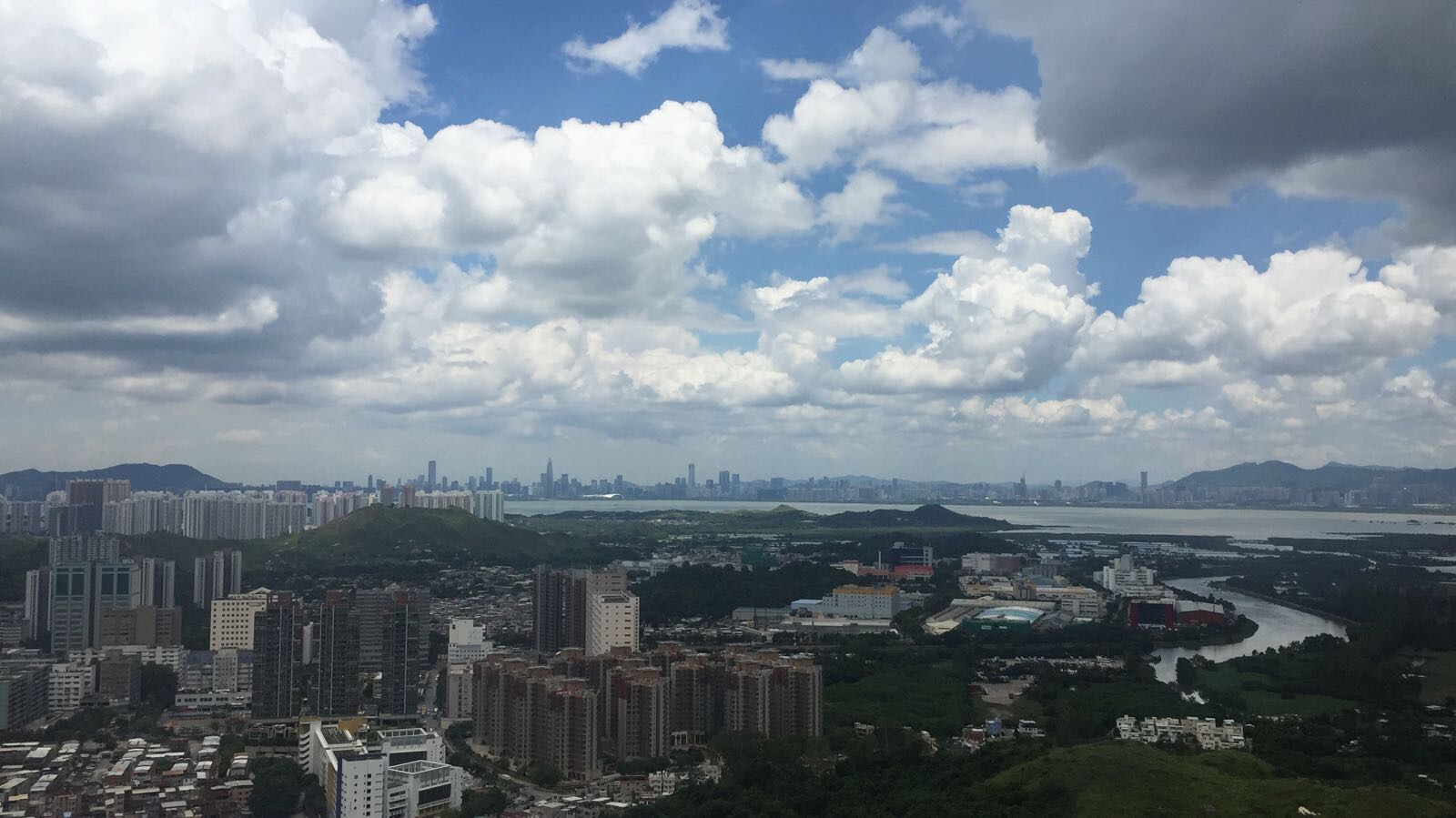

## 建築圖像

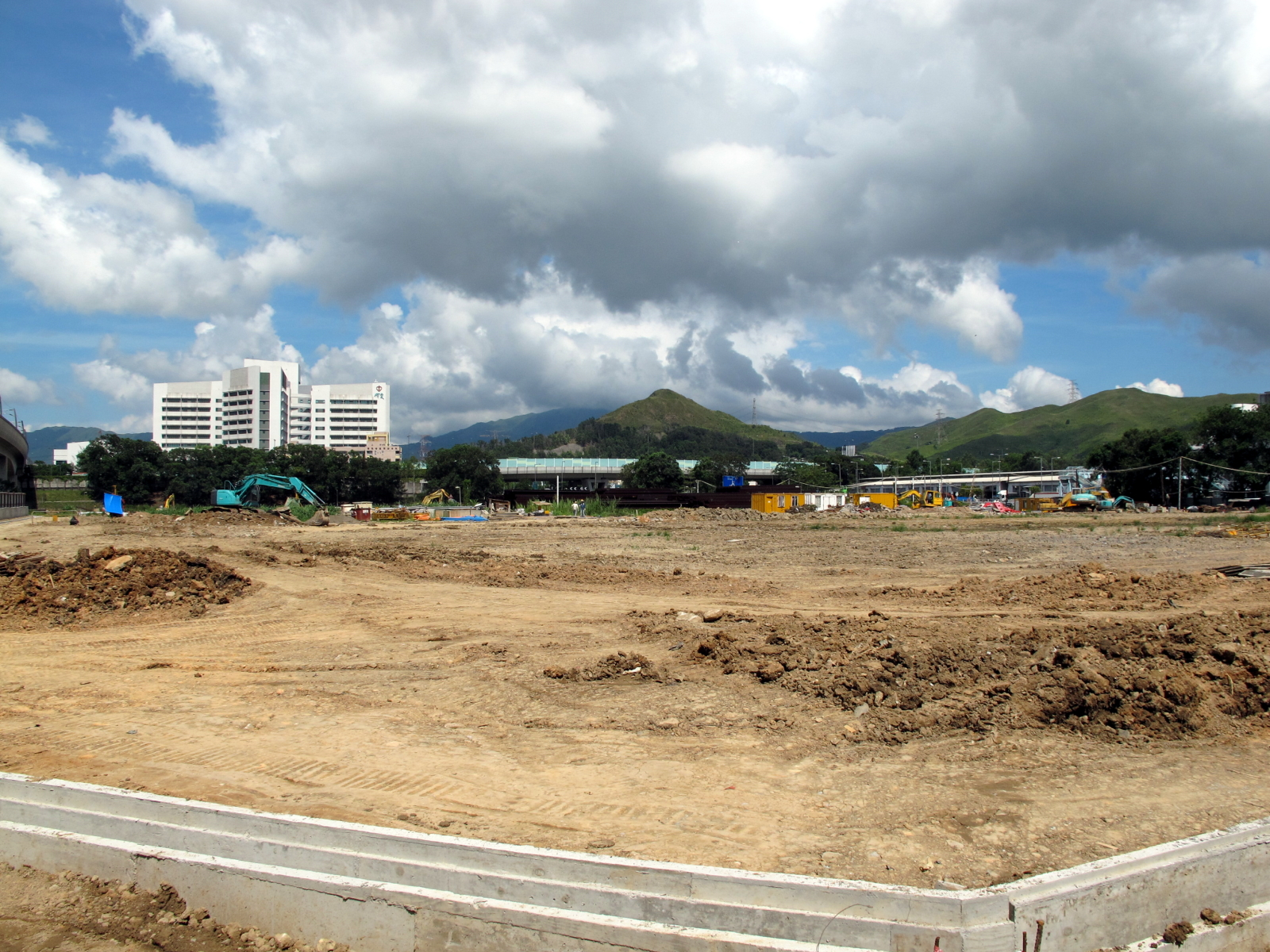
2010年6月
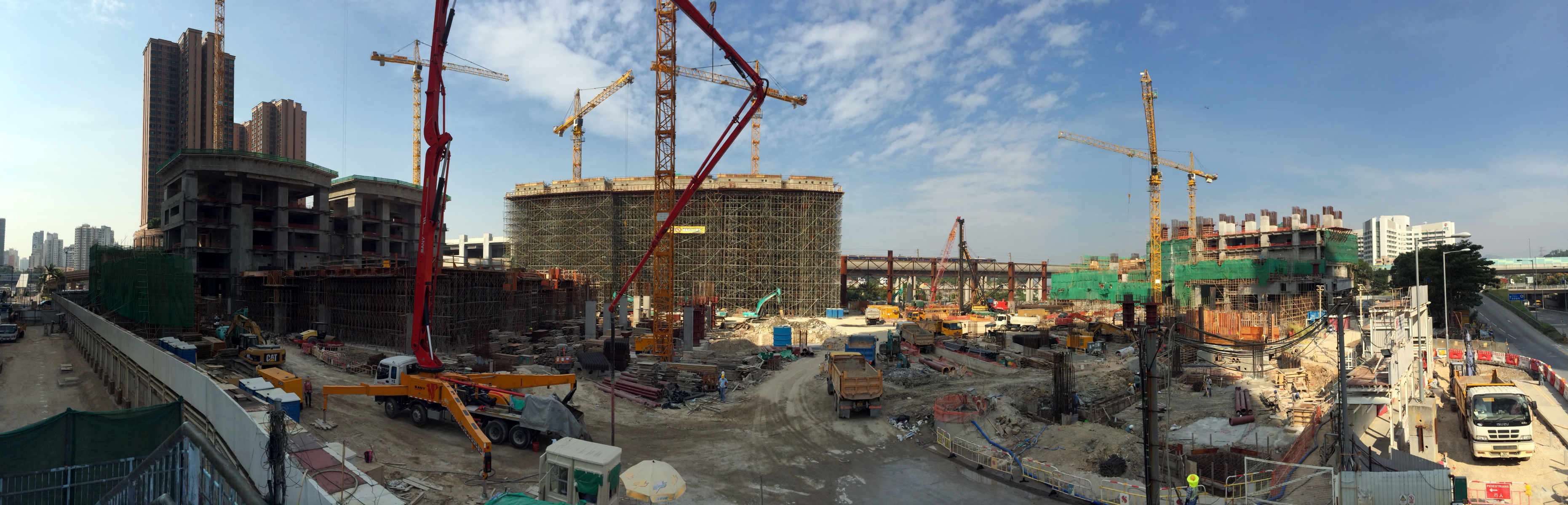
2013年11月
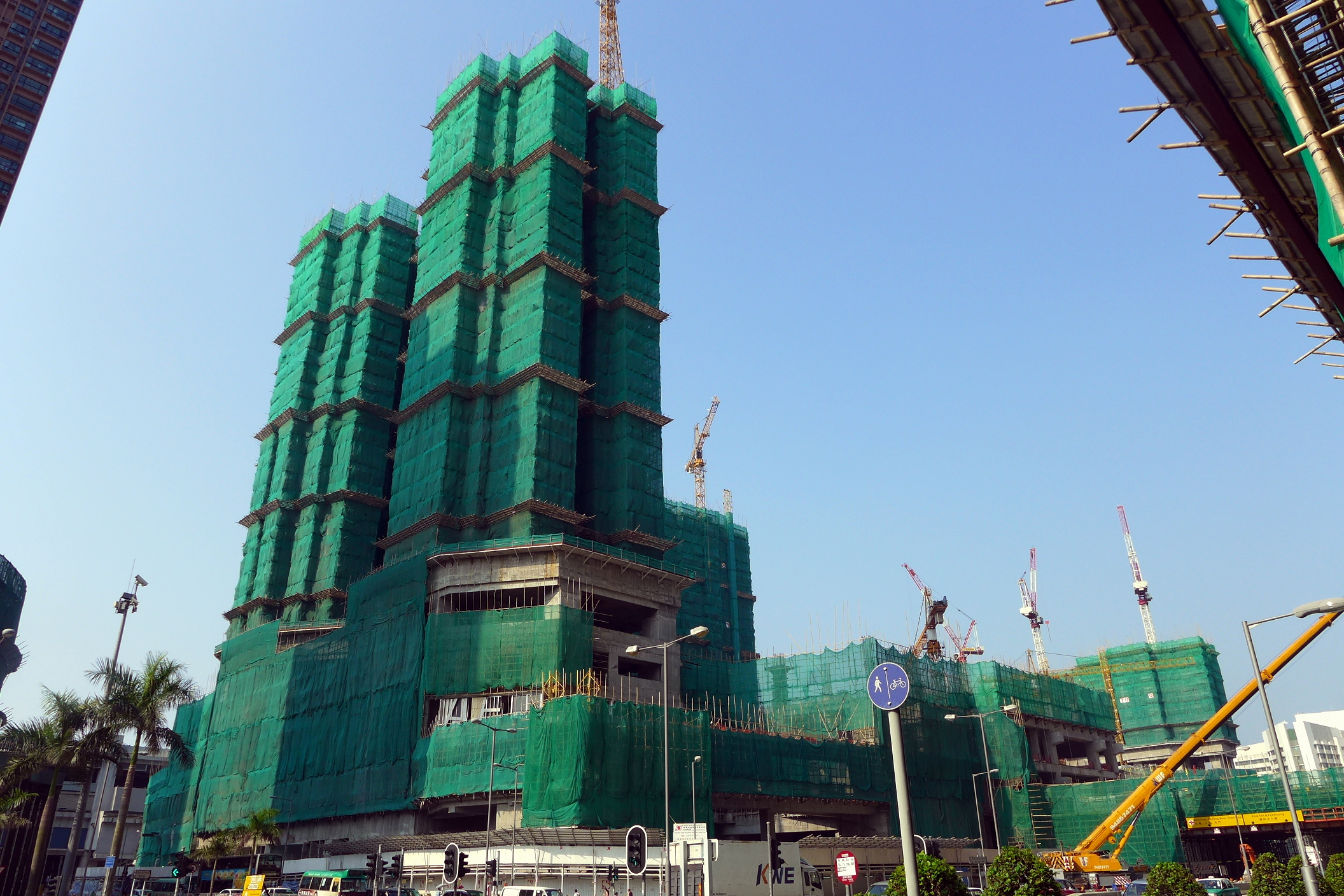
2014年8月
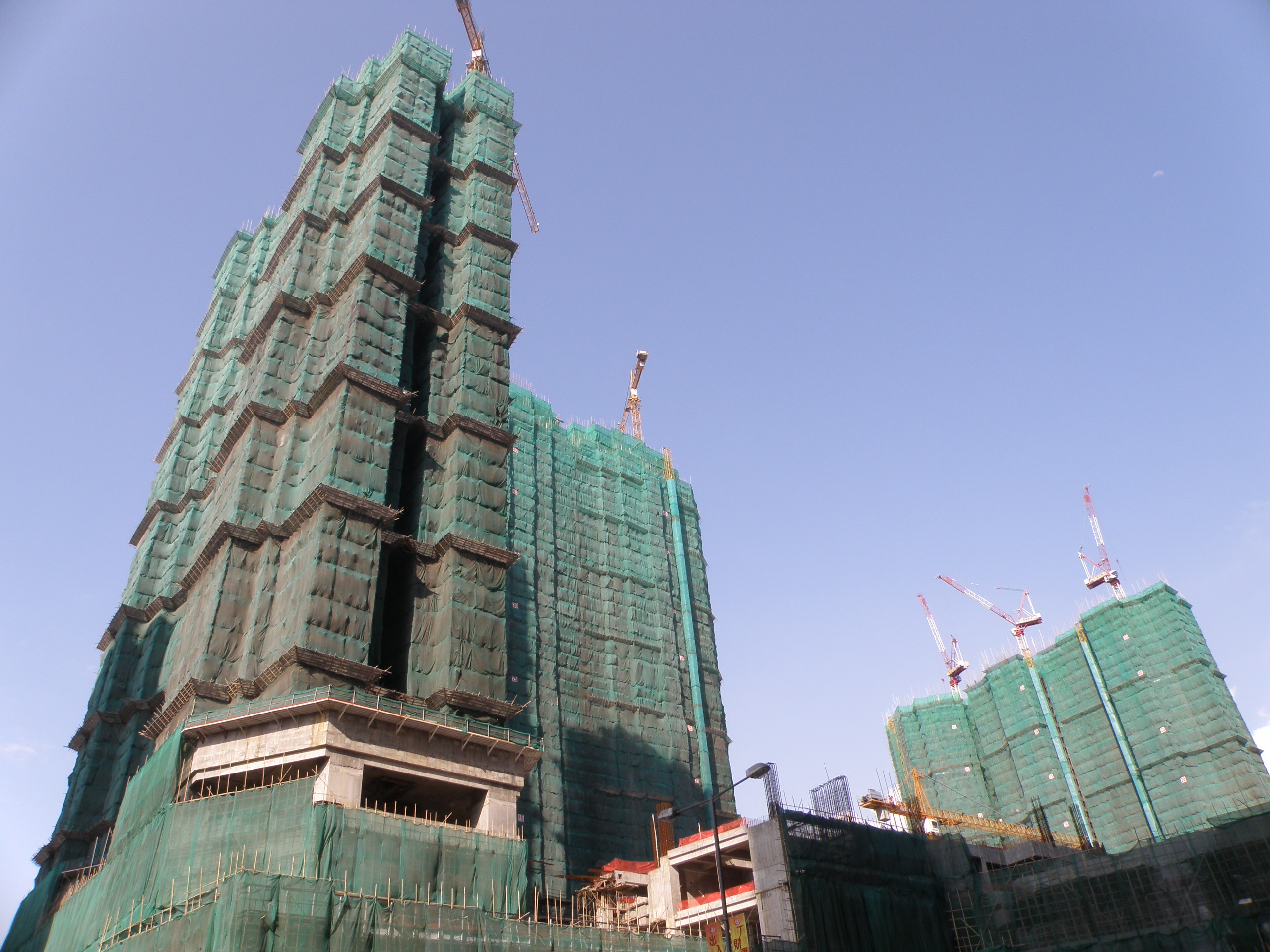
2015年2月
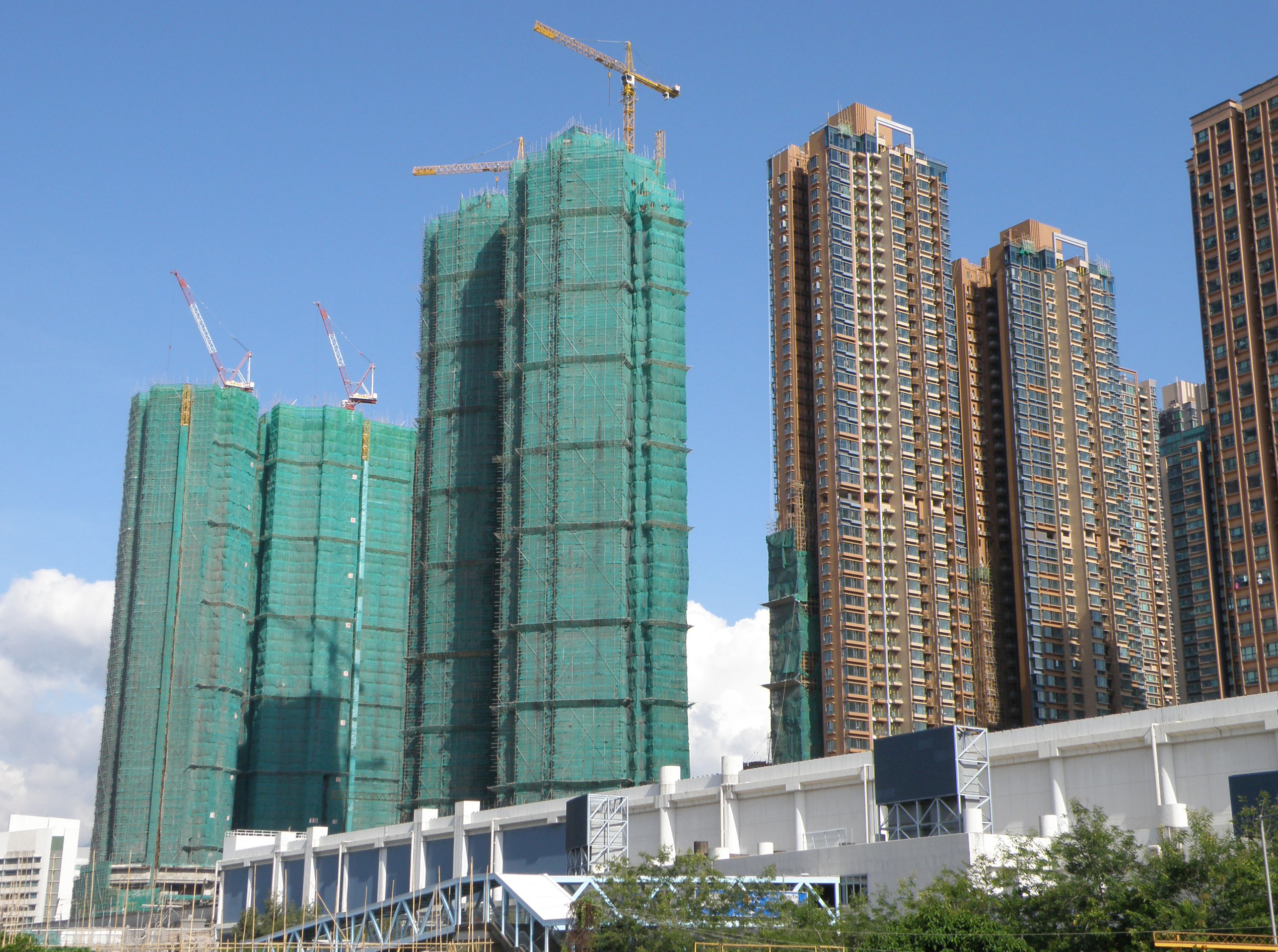
2015年7月
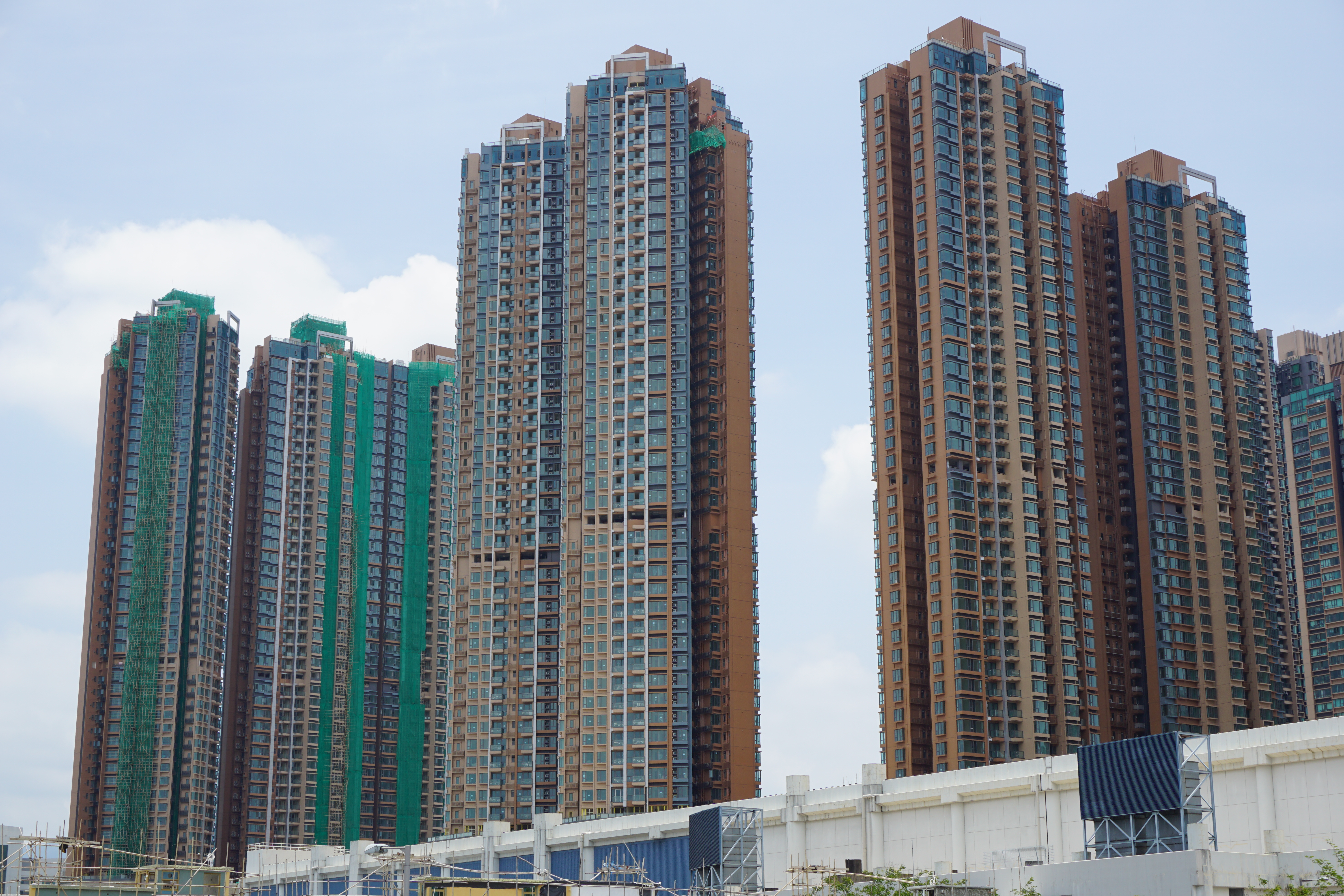
2016年5月
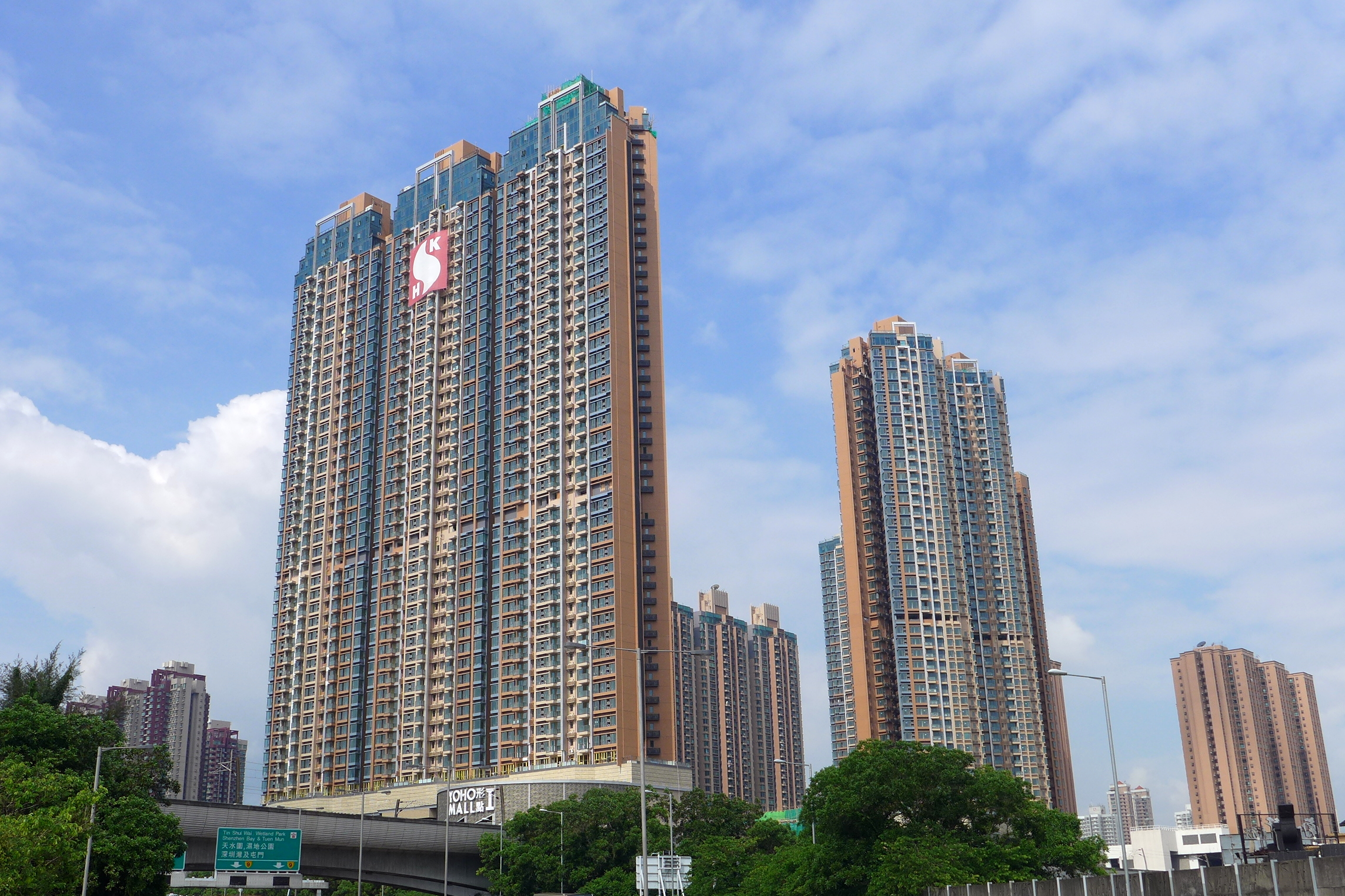
2016年6月

## 鄰近屋苑
- YOHO Town
- YOHO Midtown
- The YOHO Hub
- 新元朗中心
- 譽88
- 朗晴居
- 雍翠豪園

## 外部連結
- 官方网站（页面存档备份，存于）